# Reducció de la dimensionalitat no lineal

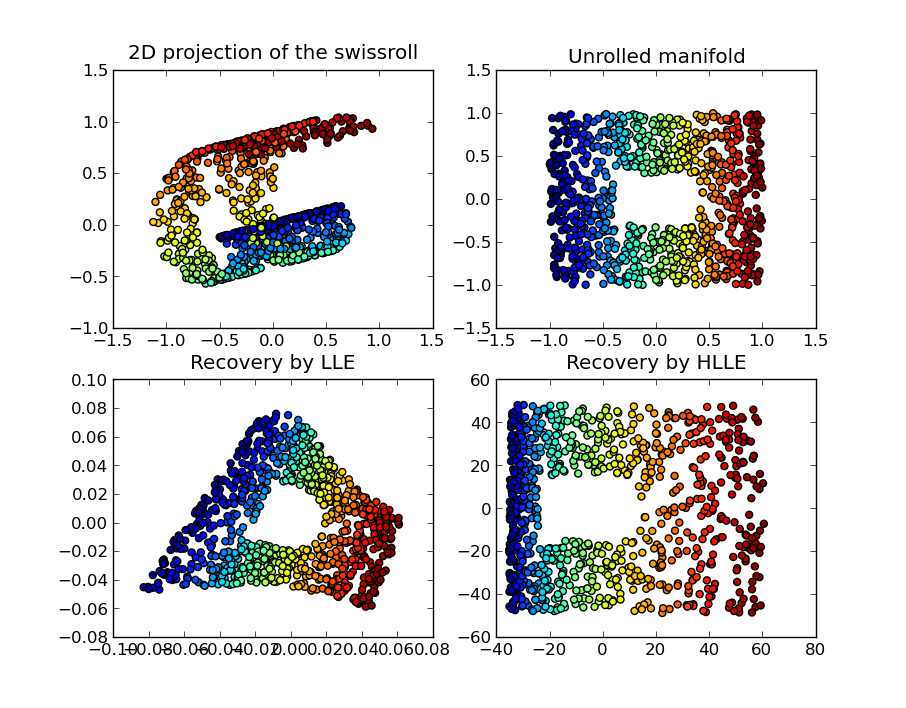
A dalt a l'esquerra: un conjunt de dades en 3D de 1000 punts en una banda en espiral (també conegut com el rotllo suís) amb un forat rectangular al mig. A la part superior dreta: el col·lector 2D original utilitzat per generar el conjunt de dades 3D. A la part inferior esquerra i dreta: recuperacions 2D del col·lector, respectivament, utilitzant els algorismes LLE i Hessian LLE implementats pel conjunt d'eines de processament de dades modular.

La reducció de la dimensionalitat no lineal (amb acrònim anglès NLDR), també coneguda com a aprenentatge de múltiples, es refereix a diverses tècniques relacionades que tenen com a objectiu projectar dades d'alta dimensió en varietats latents de vdimensions inferiors, amb l'objectiu de visualitzar les dades a l'espai de dimensions baixes o aprendre el mapeig (ja sigui des de l'espai d'alta dimensió fins a la incrustació de dimensions baixes o viceversa). Les tècniques descrites a continuació es poden entendre com a generalitzacions dels mètodes de descomposició lineal utilitzats per a la reducció de la dimensionalitat, com ara la descomposició de valors singulars i l'anàlisi de components principals.

## Aplicacions de NLDR
Considereu un conjunt de dades representat com una matriu (o una taula de base de dades), de manera que cada fila representi un conjunt d'atributs (o característiques o dimensions) que descriuen una instància concreta d'alguna cosa. Si el nombre d'atributs és gran, l'espai de files possibles úniques és exponencialment gran. Per tant, com més gran sigui la dimensionalitat, més difícil serà la mostra de l'espai. Això provoca molts problemes. Els algorismes que operen amb dades d'alta dimensió tendeixen a tenir una complexitat temporal molt elevada. Molts algorismes d'aprenentatge automàtic, per exemple, lluiten amb dades d'alta dimensió. Reduir les dades en menys dimensions sovint fa que els algorismes d'anàlisi siguin més eficients i pot ajudar els algorismes d'aprenentatge automàtic a fer prediccions més precises.

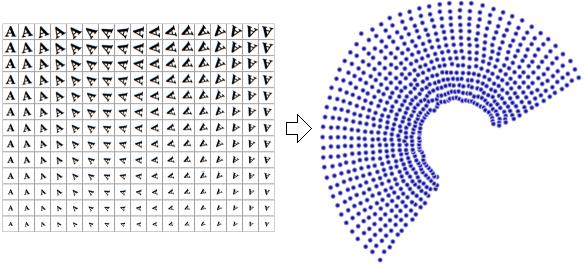
DIbuix dels punts bidimensionals que resulten de l'ús d'un algorisme NLDR. En aquest cas, Manifold Sculpting s'utilitza per reduir les dades en només dues dimensions (rotació i escala).

Els humans sovint tenen dificultats per comprendre les dades en grans dimensions. Per tant, reduir les dades a un nombre reduït de dimensions és útil per a la visualització.